# Rzeszów Miłocin
Rzeszów Miłocin – kolejowy przystanek osobowy w Rzeszowie, na terenie osiedla Miłocin – św. Huberta, w województwie podkarpackim, w Polsce. Od 13 grudnia 2009 uruchomiono połączenie Rzeszów – Stalowa Wola Rozwadów. Dnia 23 kwietnia 2019 uchwałą Rady Miasta Rzeszowa wystąpiono do władz PKP S.A.o zgodną z przynależnością administracyjną terenu zmianę nazwy przystanku kolejowego "Miłocin" na nazwę Rzeszów- Miłocin.
Formalnie zmiana ta została przez PKP przeprowadzona przy okazji wprowadzenia od czerwca 2020 w Polsce nowego rozkładu jazdy.

## Ruch pasażerski
| Rok  | Wymiana pasażerska na dobę |
| ---- | -------------------------- |
| 2017 | –                          |
| 2022 | 20-49                      |